# Privilegio maschile
Il privilegio maschile è il concetto secondo cui i diritti o i vantaggi sociali, politici ed economici sarebbero attribuiti agli uomini. A seconda di quanto un uomo si avvicinerebbe all'ideale maschile imposto dalla società, il suo accesso a tali benefici e vantaggi, secondo tale teoria, potrebbero variare.

## Sviluppo della teoria
Gli studi femministi nel campo degli studi di genere negli anni settanta furono tra i primi studi accademici sul tema del privilegio. Questi studi cominciarono con l'esaminare le barriere alla parità tra i sessi. Nei decenni successivi, le ricerche cominciarono a concentrarsi sul concetto di intersezionalità e su come molteplici fattori collegati al sesso, l'etnia, la classe sociale, l'orientamento sessuale e altre forme di classificazione sociale interagiscano nel creare il concetto di privilegio sociale.
Il privilegio maschile è spesso preso in considerazione insieme al concetto di patriarcato. L'uso di pronomi maschili per riferirsi a entrambi i sessi in alcune lingue è spesso citato come un esempio della posizione di privilegio data agli uomini, così come la preferenza, presente in molte culture, per figli maschi piuttosto che per figlie femmine.
A livello accademico il concetto è oggetto di critiche da parte di diversi autori.

## Descrizione
Secondo la teoria del privilegio maschile, nelle società patriarcali agli uomini sarebbero attribuiti speciali privilegi e uno status sociale superiore. In queste società sarebbero gli uomini ad avere il potere principale e avrebbero il predominio in ruoli di leadership politica, autorità morale, privilegio sociale e controllo della proprietà. Con la subordinazione delle donne nel sistema, gli uomini acquisirebbero vantaggi economici, politici e sociali che sarebbero perlopiù inaccessibili alle donne.

Nel campo della sociologia, il privilegio maschile è visto come intrinsecamente legato alla struttura delle istituzioni sociali, come per esempio il fatto che agli uomini sarebbero assegnate posizioni di autorità sulle donne nel lavoro, e trarrebbero beneficio dal ruolo subordinato delle donne. I privilegi possono essere classificati come positivi o negativi, a seconda di che effetto hanno sul resto della società. La studiosa di Women's studies Peggy McIntosh scrive:

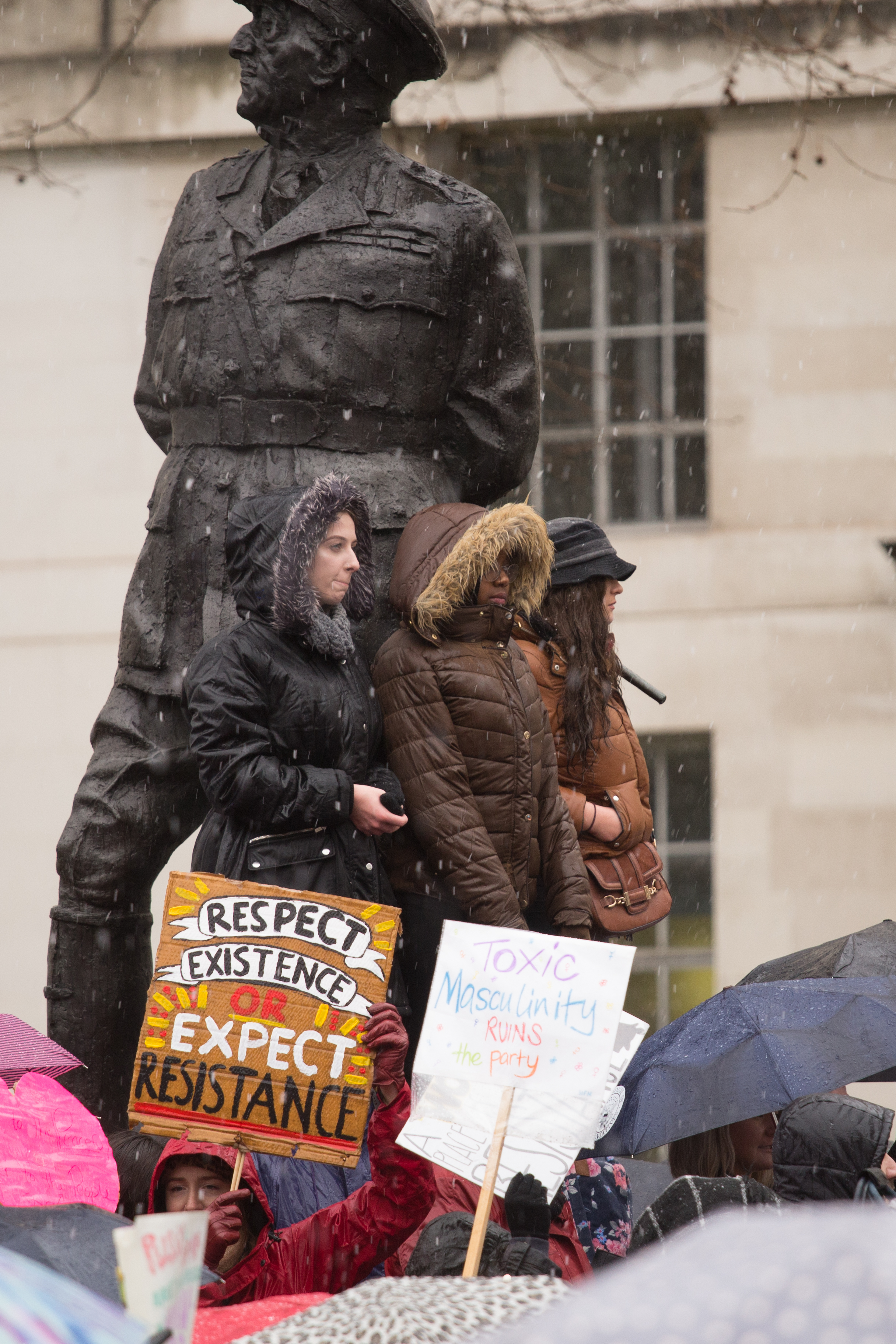
Una protesta contro la mascolinità tossica

Potremmo per lo meno iniziare con il distinguere tra vantaggi positivi, che possiamo cercare di diffondere fino al punto in cui non saranno più vantaggi ma semplicemente parte del normale tessuto sociale, e tipi negativi di vantaggio, che se non rifiutiamo continueranno sempre a rafforzare le nostre gerarchie attuali.

### Conseguenze negative
Il privilegio maschile può portare a machismo, mascolinità tossica, sessismo e maschilismo. L'infedeltà maschile è una pratica comune in molte culture, poiché gli uomini non dovrebbero mantenere lo stesso livello di castità delle donne. Ciò mette le popolazioni a rischio di trasmettere malattie sessualmente trasmissibili poiché gli uomini cercano più partner sessuali con poche interferenze da parte delle loro mogli o della società. Questa mentalità scoraggia anche gli uomini dal sottoporsi a test per sapere se sono positivi all'HIV e ad indossare il preservativo, il che li porta anche a diffondere le malattie sessualmente trasmissibili senza nemmeno saperlo. Un aspetto chiave dell'associazione del maschilismo alla violenza è la sua influenza nel comportamento di un uomo per dimostrare la sua forza. Questo può danneggiare le donne rendendole ad esempio vulnerabili alla violenza domestica perché l'uomo è giustificato dalla convinzione che egli è superiore e quindi libero di esprimere tale superiorità.

## Esempi nella cultura di massa

### Cinema
Il personaggio di Gaston del film Disney La Bella e la Bestia del 1991 è generalmente associato alla idea della mascolinità tossica, in quanto, ad esempio, non ritiene giusto che le donne leggano, che pensino e tenta di sposare Belle con un ricatto e senza il consenso della ragazza.
Anche il personaggio di Chi-Fu del film Mulan del 1998 ha comportamenti maschilisti, infatti afferma a proposito della protagonista del film: "È una donna... una cosa che non varrà mai niente".
I seguenti film trattano il tema della mascolinità tossica:
- Il potere del cane
- Joker (2019)
- Storia di un matrimonio
- The Irishman (2019)
- Mid90s
- L'arte della difesa personale
- L'apparenza delle cose
- Assassination Nation
- Chaos Walking
- Una donna promettente
- Baywatch (2017)
- Freak Show (2017)
- Moonlight (2016)
- Ad Astra
- Al limite dell'umano (1989)
- Shaft
- Stand by Me - Ricordo di un'estate

### Libri[22]
- “Uomini duri. Il lato oscuro della mascolinità” di Maria Giuseppina Pacilli
- “The Myth of Masculinity” di Joseph Pleck
- “Psicosociologia del maschilismo” di Chiara Volpato
- “La genesi del maschile. Modelli culturali di virilità” di David Gilmore
- “Dovremmo essere tutti femministi” di Chimamanda Ngozi Adichie